# Михайличенко Іван Харлампійович
Михайличенко Іван Харлампійович (2 вересня 1920 — 2 червня 1982) —  радянський військовий льотчик, двічі Герой Радянського Союзу (1944, 1945).

## Біографія
Народився 2 вересня 1920 року на станції Алмазна, (нині місто Стахановської міськради Луганської області) в сім'ї робітника. Українець. Закінчив неповну середню школу. Учився літати в аероклубі міста Донецька.
З 1940 року в лавах Червоної Армії. Закінчив Ворошиловградську військову авіаційну школу пілотів в 1943 році і був направлений на фронт.
До січня 1944 року старший льотчик 667-го штурмового авіаційного полку (292-а штурмова авіаційна дивізія, 1-й штурмовий авіаційний корпус, 5-а повітряна армія, 2-й Український фронт) лейтенант І. Х. Михайличенко зробив 87 бойових вильотів, в 22 повітряних боях збив особисто 1, у групі 5 і знищив на аеродромі 1 літак супротивника.
1 липня 1944 року за мужність і військову доблесть, проявлені в боях з ворогами, удостоєний звання Героя Радянського Союзу з врученням ордена Леніна і медалі «Золота Зірка» (№ 1980).
До квітня 1945 року командир ескадрильї 141-го Гвардійського штурмового авіаційного полку (9-а Гвардійська штурмова авіаційна дивізія, 1-й Гвардійський штурмовий авіаційний корпус, 2-а повітряна армія, 1-й Український фронт) старший лейтенант І. Х. Михайличенко здійснив ще 92 бойових вильоти, в 26 повітряних боях збив особисто 3, у групі 3 і знищив на землі 6 літаків супротивника.
27 червня 1945 року нагороджений другою медаллю «Золота Зірка».
Після війни служив у ВПС і ППО.
З 1962 року гвардії полковник І. Х. Михайличенко в запасі. Працював на одному з підприємств міста Москви слюсарем-складальником. Помер 2 червня 1982. Похований у Москві на Востряковському кладовищі.

## Вшанування пам'яті
Бронзове погруддя І.Х. Михайличенка встановлене на його батьківщині.